# Palacio consistorial de Todmorden
El palacio consistorial de Todmorden es un edificio municipal en Halifax Road, Todmorden, West Yorkshire, Inglaterra. Es el lugar de reunión del Ayuntamiento de Todmorden, y un edificio catalogado de grado I.

## Historia

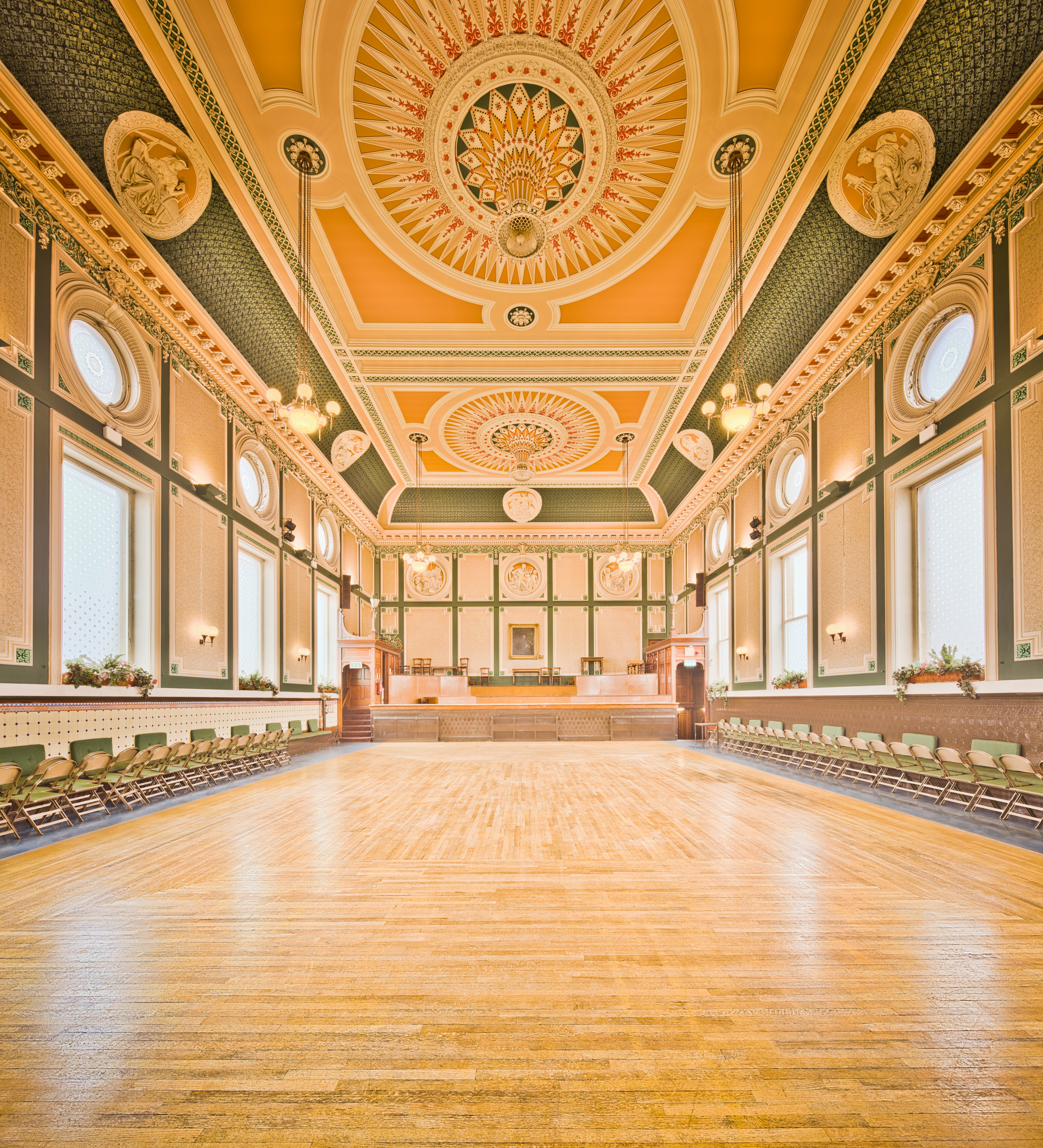
Interior del ayuntamiento de Todmorden

A mediados del siglo XIX, Todmorden experimentó un crecimiento demográfico significativo asociado con el creciente número de fábricas de algodón en la ciudad. En este contexto, a principios de la década de 1860, la junta de salud local decidió procurar un ayuntamiento: el sitio que seleccionaron se extendía a ambos lados del Walsden Water, un afluente del río Calder, que formaba el límite histórico entre Yorkshire y Lancashire. La junta nombró al arquitecto local, James Green, como diseñador del proyecto y la construcción comenzó en 1866. Sin embargo, después de que se cortaron los suministros de algodón en bruto de los Estados Unidos durante la hambruna del algodón de Lancashire de 1861-1865, el proyecto y sus partidarios tuvieron dificultades financieras. La familia Fielden, propietaria de muchas de las fábricas de algodón de la ciudad, adquirió el sitio, nombró a John Gibson como el nuevo arquitecto y asumió la responsabilidad financiera del desarrollo.
El trabajo se reinició en junio de 1871. El edificio, que fue diseñado en estilo neoclásico, fue construido en piedra de sillería e inaugurado oficialmente por el director general de Correos, Lord John Manners, el 3 de abril de 1875. El diseño involucró una fachada principal simétrica con tres bahías que daban a Halifax Road; había un sótano rústico con un zócalo arriba. En el basamento había hornacinas ciegas en cada uno de los vanos con óculos encima flanqueados por columnas de orden compuesto que soportaban un entablamento con friso y frontón. Los 67 pies (20,4 m) el frontón alto contenía un tímpano finamente tallado que representaba dos figuras femeninas centrales sobre un pedestal. La escultura de la izquierda representaba a Lancashire (industrias de hilado y tejido de algodón) y la de la derecha a Yorkshire (fabricación de lana, ingeniería y agricultura). Las elevaciones laterales contenían siete bahías en un estilo similar pero con ventanas en lugar de nichos y la elevación trasera era curva y también contenía ventanas en lugar de nichos. Internamente, las salas principales eran el salón principal que se extendía a todo lo largo del edificio en el primer piso y la sala del tribunal debajo.
Durante un tiempo fue posible bailar en el salón principal, adelante y atrás, en dos condados de Inglaterra. Sin embargo, la frontera administrativa entre Yorkshire y Lancashire fue alterada por la Ley de Gobierno Local de 1888 que colocó la totalidad de la ciudad dentro de West Riding. La familia Fielden donó el edificio a la ciudad el 6 de agosto de 1891. La sala del tribunal se adaptó para su uso como sala del consejo después de que el edificio se convirtiera en la sede del Consejo del distrito urbano de Todmorden en 1894 y del Ayuntamiento de Todmorden en 1896.
El edificio siguió sirviendo como lugar de reunión del Ayuntamiento de Todmorden durante gran parte del siglo XX, pero dejó de ser la sede del gobierno local después de que se formara el Ayuntamiento Metropolitano de Calderdale ampliado en 1974. Posteriormente, el edificio se convirtió en el lugar de reunión del Ayuntamiento de Todmorden y una sala del comité recibió el nombre del premio Nobel local, Sir John Cockcroft, en septiembre de 2018.
Las obras de arte en el edificio incluyen esculturas de Giovanni Maria Benzoni que representan el vuelo de Pompeya y la bíblica Ruth, así como un busto del diputado John Fielden de Thomas Campbell y un pedestal conmemorativo de Gilbert Bayes.

## Otras lecturas
- Jackson, Christian; Morritt, David (1988). Todmorden Town hall: A History and Guide. Calderdale Metropolitan Borough Council.

- Datos: Q17527247
- Multimedia: Todmorden Town Hall / Q17527247